# Verónica Echegui
Verónica Fernández Echegaray, més coneguda com a Verónica Echegui, (Madrid, 16 de juny de 1983) és una actriu espanyola.

## Filmografia

### Cinema
| Llargmetratges - Jo sóc la Juani (2006) - El menor de los males (2007) - Tocar el cielo (2007) - Un difunto, seis mujeres y un taller (2007) - La casa de mi padre (2008) - 8 citas (2008) - El patio de mi cárcel (2008) - Bunny and the Bull (2009) - La mitad de Óscar (2010) - Seis puntos sobre Emma (2011) - Verbo (2011) - Katmandú, un mirall al cel (2011) - The Cold Light of Day (2012) - La gran familia española (2013) - &Me (2013) - Kamikaze (2014) - No culpis el karma del que et passa per gilipolles (2016) - Me estás matando, Susana (2016) - La niebla y la doncella (2017) - Deixa't anar! (2017) - Réquiem por un asesino (2017) - L'ofrena (2020) - Orígenes secretos (2020) - Explota Explota (2020) - Donde caben dos (2021) - Book of Love (2022) | Curtmetratges - Cerrojos (2004) - El álbum blanco (2005) - Línea 57 (2006) - Tetequiquiero (2010) - La reunión (2017) - Le Prochain (2018) - What Is Love (2019) |

### Televisió
- Una nueva vida (2003)
- Paco y Veva (2004)
- Un difunto, seis mujeres y un taller (2007, TV Movie)
- Cuéntame cómo pasó (2014)
- Fortitude (2015)
- Apaches (2017)
- Trust (2018)
- Paquita Salas (2018)
- Días de Navidad (2019)
- 3 Caminos (2020)
- Intimidad (2022)
- A muerte (2025)

## Premis i nominacions
| Any  | Premi                                              | Categoria                    | Títol                      | Resultat   |
| ---- | -------------------------------------------------- | ---------------------------- | -------------------------- | ---------- |
| 2006 | Premis de Cinema de Barcelona                      | Millor actriu                | Jo sóc la Juani            | Guanyadora |
| 2007 | Premi Cercle d'Escriptors Cinematogràfics, Espanya | Millor actriu revelació      | Jo sóc la Juani            | Nominada   |
| 2007 | Premis Goya                                        | Millor actriu revelació      | Jo sóc la Juani            | Nominada   |
| 2007 | Festival Internacional de Cinema de Milà           | Millor actriu                | Jo sóc la Juani            | Guanyadora |
| 2007 | Premis Sant Jordi                                  | Millor actriu espanyola      | Jo sóc la Juani            | Guanyadora |
| 2007 | Festival de Cinema Espanyol de Màlaga              | Millor actriu de repartiment | El menor de los males      | Guanyadora |
| 2007 | Premis de la Unió de Actors                        | Millor actriu                | Jo sóc la Juani            | Nominada   |
| 2009 | Premi Cercle d'Escriptors Cinematogràfics, Espanya | Millor actriu                | El patio de mi cárcel      | Nominada   |
| 2009 | Premis Goya                                        | Millor actriu                | El patio de mi cárcel      | Nominada   |
| 2012 | Premis Gaudí                                       | Millor actriu principal      | Katmandú, un mirall al cel | Guanyadora |
| 2012 | Premis Goya                                        | Millor actriu                | Katmandú, un mirall al cel | Nominada   |
| 2012 | Festival de Cinema Espanyol de Màlaga              | Millor actriu                | Seis puntos sobre Emma     | Guanyadora |
| 2013 | Premi Cercle d'Escriptors Cinematogràfics,Espanya  | Millor actriu                | Katmandú, un mirall al cel | Nominada   |
| 2014 | Premi Cercle d'Escriptors Cinematogràfics,Espanya  | Millor actriu secundària     | La gran familia española   | Nominada   |